# پریزانویتس
پریزانویتس (به آلمانی: Prisannewitz) یک منطقهٔ مسکونی در آلمان است که در دومرشتورف واقع شده‌است. پریزانویتس ۶۱۹ نفر جمعیت دارد.